# WASP-166
WASP-166, TOI-576 — одиночная звезда в созвездии Гидры на расстоянии приблизительно 372 световых лет (около 114 парсек) от Солнца. Видимая звёздная величина звезды — +9,35m. Возраст звезды определён как около 2,1 млрд лет.
Вокруг звезды обращается, как минимум, одна планета.

## Характеристики
WASP-166 — жёлто-белая звезда спектрального класса F9. Масса — около 1,19 солнечной, радиус — около 1,22 солнечного, светимость — около 1,917 солнечной. Эффективная температура — около 5990 K.

## Планетная система
В 2018 году группой астрономов, работающих в рамках программы SuperWASP, было объявлено об открытии планеты WASP-166 b.